# グレーゾーン (映画)
『グレーゾーン』は、2021年公開された日本映画。
『宏洋企画室株式会社』第1作目。テーマは『極道のお家騒動』。

## あらすじ
借金取りに捕まって暴行を受けていた灰原龍（宏洋）は、偶然その場に現れた極道一家・黒崎家の長女・黒崎一葉（西原愛夏）に助けられ、そのまま黒崎家で使用人として働くことになった。ある日、黒崎家当主・黒崎弦信（中村ゆうじ）の60歳の誕生日会が開かれる。長女・一葉、長男・慎司（黒条奏斗）、次女・美鈴（青山ひかる）の3人の子どものうち誰かに家督を譲ると宣言していたさなか、弦信は何者かに狙撃され暗殺される。犯人不明のまま弦信の葬儀が行われ、そこへ対立するもう一つの極道一家・白川家の当主・白川光流（仁科克基）が現れた。黒崎と白川、2つの極道家の呪われた因縁の全容が徐々に明らかになっていく…。

## 出演者
灰原龍
演 - 宏洋
黒崎家当主・黒崎弦信
演 - 中村ゆうじ
白川家当主・白川光流
演 - 仁科克基
黒崎慎司
演 - 黒条奏斗
黒崎一葉
演 - 西原愛夏
黒崎美鈴
演 - 青山ひかる
陰山修
演 - 浪花ゆうじ
新山刑事
演 - 和田奈々
慶次
演 - 絹張慶

## スタッフ
- 監督・脚本 - 宏洋
- プロデューサー - 與五澤健人、西前俊典
- 協力プロデューサー - 嶋田豪
- 撮影 - ふじもと光明
- 音楽プロデューサー  - 谷口広紀
- 音楽 - サニーミュージック
- 美術 - 津留啓亮
- 編集 - 太田義則
- 録音 - 土屋和之
- ラインプロデューサー - 牧義寛
- 監督補 - 佐野智樹
- 照明 - 江川斉
- 衣装 - 江橋綾子
- 殺陣師 - 森崎えいじ
- 制作協力 - 北海道映画舎、アイエス・フィールド

## 主題歌
- 「灰色の空」ウタエル

## DVD
- グレーゾーン（2022年4月6日、Happinet、HPBR-1600）